# Hornell
Hornell is een plaats (city) in de Amerikaanse staat New York, en valt bestuurlijk gezien onder Steuben County.

## Demografie
Bij de volkstelling van 2000 werd het aantal inwoners vastgesteld op 9.019. Bij die van 2010 op 8.563, een daling van 456 (-5,1%).

## Geografie
Volgens het United States Census Bureau beslaat de plaats een oppervlakte van
7,1 km², geheel bestaande uit land. Hornell ligt op ongeveer 358 m boven zeeniveau.

## Plaatsen in de nabije omgeving
De onderstaande figuur toont nabijgelegen plaatsen in een straal van 16 km rond Hornell.

## Geboren
- Bill Pullman (1953), acteur